# 1960 في فنزويلا
فيما يلي قوائم الأحداث التي وقعت خلال عام 1960 في فنزويلا.

## رياضة
- 1 يناير – الدوري الفنزويلي الممتاز 1960 الفائز C.D. Portugués [الإنجليزية]‏.

## مواليد

### يناير
- 1 يناير – ألبرتو كوندي
- 1 يناير – غوستافو غونزاليس لوبيز سياسي فنزويلي.

### فبراير
- 9 فبراير – برناردو بينيانو ملاكم فنزويلي.

### مارس
- 3 مارس – إدغار بينيا

### سبتمبر
- 5 سبتمبر – فرانكلين بريتو فلاح فنزويلي.

### أكتوبر
- 7 أكتوبر – أنخيل سانشيز مصمم أزياء فنزويلي.
- 30 أكتوبر – خوسيه إسكوبار لاعب كرة قاعدة فنزويلي.

### نوفمبر
- 19 نوفمبر – جليدايس إيبارا ممثلة فنزويلية.

### ديسمبر
- 20 ديسمبر – هوبارت إيرل موزع فنزويلي.

## وفيات

### يناير
- 1 يناير – لورينزو هيريرا (مواليد 1896) موسيقي فنزويلي.